# 5654 Terni
5654 Terni è un asteroide della fascia principale del diametro medio di circa 19,32 km. Scoperto nel 1993, presenta un'orbita caratterizzata da un semiasse maggiore pari a 2,7807849 UA e da un'eccentricità di 0,1957709, inclinata di 8,79797° rispetto all'eclittica.